# Signe de Baastrup
El signe de Baastrup és el contacte de les apòfisis espinoses a nivell lumbar, que evoluciona a l'anomenada artrosi interespinosa lumbar o síndrome de Baastrup o malaltia de Baastrup.
Es dona sobretot en els éssers humans d'edat avançada. Es caracteritza per una major amplada en sentit vertical de les apòfisis espinoses de la columna lumbar vertebral, tot i l'existència d'una normalitat en alçada del disc intervertebral, el que comporta un contacte de les apòfisis, com a mínim, en l'extensió de la columna. Aquest trastorn es dona (a més dels humans) en gossos, especialment en els de raça bòxer, i certes races de cavalls. Aquest trastorn porta el nom de Christian Ingerslev Baastrup.